# Чивита ди Бањо (Л'Аквила)
Чивита ди Бањо (итал. Civita di Bagno) је насеље у Италији у округу Л'Аквила, региону Абруцо.
Према процени из 2011. у насељу је живело 232 становника. Насеље се налази на надморској висини од 631 м.